# 徐晃 (1915年)
徐晃（1915年—1984年3月24日），原名许焕国，回族，山东省泰安中胜街人。中华人民共和国政治人物、外交官。

## 生平
1935年参加中华民族武装自卫会。1935年8月入党。一二九学生运动爆发后，参加请愿游行，回校后进行抗日宣传并组织学生会被推为主席，1935年12月16日带领300名师生参加示威游行。1936年夏考入北京大学，参与北大民先队和学生会活动。七七事变后，返回泰城参加县抗敌后援会工作。1937年10月去长沙临时大学复学，参加胡宗南部的随军服务团，打入国军内部开展工作。辗转陕西、四川，到昆明西南联大复学，任西南联大群社社长和学生会主席。后到呈贡县教书，在当地发展党员建立地方组织。1941年6月， 由呈贡去弥勒县建立地方组织，任县委书记。1942年由滇入川。1943年在八路军重庆办事处工作。1943年7月赴延安参加整风运动。1944年8月调入中共中央社会部工作。1945年10月到东北地区工作，任热河省委社会部秘书主任，派遣了毛粒民等在承德市区潜赴开展工作。1946年8月撤出承德后在冀察热辽中央分局社会部工作。1948年任冀东行署公安处副处长。1949年任湖南省公安厅秘书长、长沙市公安局代局长。1950年调中南军政委员会公安部任处长。1954年任湖北省公安厅副厅长。1954年，调外交部，历任情报司（后改称新闻司）副司长。1960至1961年任驻德意志民主共和国大使馆参赞。回国后，任领事司副司长、司长。1970年任外交人员服务局局长。1977年徐晃任驻老挝大使。 
1981年，接替王泽，担任中华人民共和国驻秘鲁大使。1984年3月24日，徐晃在利马任上病逝，其后大使一职由杨迈接任。